# Gran (Noruega)
Gran és un municipi situat al comtat d'Innlandet, Noruega. Té 13.695 habitants (2016) i té una superfície de 756 km². El centre administratiu del municipi és el poble de Jaren.
El municipi és part de la regió d'Hadeland. Limita al nord amb els municipis de Søndre Land i Vestre Toten, a l'est amb Hurdal i Nannestad, al sud amb Lunner i Jevnaker, i a l'oest amb Ringerike. Els nuclis de població són Moen, Brandbu, Gran, i Jaren.